# Asyndetus nigripes
Asyndetus nigripes är en tvåvingeart som beskrevs av Van Duzee 1916. Asyndetus nigripes ingår i släktet Asyndetus och familjen styltflugor.
Artens utbredningsområde är Kalifornien. Inga underarter finns listade i Catalogue of Life.